# Credo ut intelligam

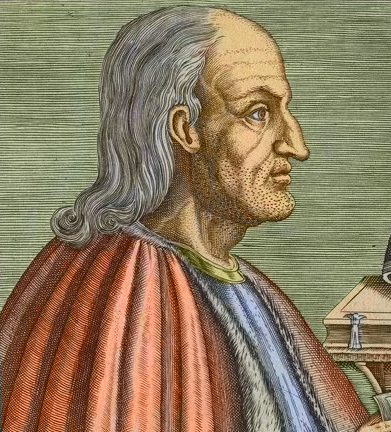
San Anselmo de Canterbury

Credo ut intelligam (también como Credo ut intellegam) significa en latín "Creo para que pueda entender" y es una máxima de Anselmo de Canterbury (Proslogion, 1) que se basa en un dicho de Agustín de Hipona (crede ut intelligas, "cree para entender") para relacionar la fe con la razón. En los escritos de Anselmo, se coloca en yuxtaposición a su inverso, "intellego ut credam" ("entiendo para creer"), cuando dice "Neque enim quaero intelligere ut credam, sed credo ut intelligam" ("no busco entender para poder creer, sino que creo para poder entender"). A menudo se asocia con la otra frase famosa de Anselmo "fides quaerens intellectum" ("la fe busca la comprensión"). Agustín entendió que el dicho significa que debemos creer en algo para saber algo acerca de Dios.
El término se ha usado peyorativamente para describir la aceptación acrítica de conceptos cuestionables.